# 용과 같이 3
《용과 같이 3》(일본어: 龍が如く3 류가고토쿠스리[*])는 세가(현: 세가 게임즈)에서 2009년 2월 26일에 발매된 플레이스테이션 3용 게임 소프트웨어이다. 영어권에서는 Yakuza 3이라는 제목으로 발매됐다.
캐치 프레이즈는 ‘전설의 용이 돌아왔다’이다.

## 개요
《용과 같이 2》의 후편이다. 무대로 도쿄의 고자키 정 외에 오키나와의 류큐가다 등장한다.
게스트 성우진으로는 싱어송라이터인 이즈야마 시게루, 배우인 나카무라 시도, 후지와라 타츠야, 개그맨인 미야사코 히로유키, 미야가와 다이스케, THE 토라부류의 타카하시 조지 등이 출연. 타카하시는 후편 《4》에도 같은 역으로 출연하고 있다. 그 외의 게스트로는 세러피스트 역으로 패션 모델인 츠바키 아야나가 출연.
일본에서는 첫 주에 약 37.2만장을 판매했으며, 발매 당시의 PS3 역대 첫 주 판매 2위를 기록했다. 발매 3주간 일본 국내 출하수를 50만장 돌파했다.
처음에는 1인 플레이 뿐이였지만, 엑스트라 컨텐츠 배포에 의한 업데이트로 Answer×Answer이나 당구, 다트 등의 미니게임의 대전 플레이를 할 수 있게 됐다.
엑스트라 컨텐즈가 거의 모든 것이 수록된 염가판이 2009년 12월 3일에 발매되고 있다. 다만, 오리지널판의 데이터 불러오기는 불가능하며, 트로피도 다른 취급하고 있다. 본작 이후의 작품도 염가판은 같은 형태를 취하고 있다.
즉, 사살상으로 전작인 《용과 같이 켄잔!》은 타이틀에 ‘見参’과 숫자 3을 가리키는 한자 ‘参’이 들어가있지만 후에 패미통의 인터뷰에서 정당한 속편이 아닌, 이른바 스핀오프 작품이라고 밝혔다. 또한, 《켄잔》의 클리어 데이터가 있다고 특전을 얻을 수 있는 시스템이 있다.

## 줄거리
오미연합과 동성회의 항쟁 사건으로부터 수일이 흐르고, 키류 카즈마는 사야마 카오루와 헤어지며, 오키나와에서 고아원을 운영하기 위해서 하루카와 같이 도쿄를 떠났다. 그리고, 고아원 나팔꽃(アサガオ)에서 고아 어린이들 8명과 평온한 나날들을 보내고 있었다. 하지만 1년 후, 오키나와에 어느 문제가 밀려온다.
미군기지 증가계획과 리조트 개발계획. 그것에 관련된 동성회와 두 정치가의 존재. 시민의 반대가 증가하는 중, 미국에도 토지매수의 문제가 발생한다. 토지의 소유자로 어느 극도조직 류도일가와의 다툼. 그것이 서서히 국가규모의 계획과 이어져간다. 하지만, 다이고의 힘도 있어서 사태는 우선 일단락됐으며, 키류 일당에게도 또 평화가 돌아온다.
게다가 1년 후인 2009년 3월, 류도 일가 조장 나카하라 시게루와 동성회 6대 회장 도지마 다이고가 수수께끼의 남자에게 총격 당해서 쓰러진다. 이것에 의해서 멈춰있던 계획이 다시 움직이기 시작한다. 그리고 그 범인이 카자마 신타로와 닮았던 것에 충격을 느낀 키류. 그리고 두목을 잃은 동성회에서는 후임자와 키류 복귀를 둘러싸고 간부 들이 항쟁을 벌이기 시작하고 있었다. 키류는 수수께끼의 남성과 사건의 진상을 확실하게 하기 위해서, 그리고 오키나와나 나팔꽃을 위해서, 혼자서 거대한 음모에 대항해간다.

## 본작에 추가된 신요소
이것 등의 신요소는 본작 이후의 작품에도 이어지고 있다.
심리스 배틀(シームレスバトル)
종전에는 시나리오 진해중(어드벤처 모드)에 전투 장면에 들어갈 경우, 한번 로드해서 화면을 전환하고 있었지만, 본작에서는 배틀 개시 신호가 발생하면 로드 없이 즉석으로 배틀이 시작되며, 보다 원활하게 게임을 즐길 수 있게 됐다.
체이스 배틀(チェイスバトル)
보통의 배틀과 다르며, 적을 쫓는(혹은 적으로부터 도주하는) 이벤트적인 배틀. 발생하는 장소의 MAP을 어떻개게 숙지하고 있을지가, 성공의 열쇠가 된다. 쫓아갈 경우에는 공격을 해서 상대의 스태미나를 제로로 하면 승리. 도망칠 경우에는 특정 지점까지 달아나거나 일정시간 도망치면 성공. 체이스 배틀에 따라서는 적을 쫓는 쪽은 있지만, 태클을 걸 수 없는 등의 제약도 있다.
천계(天啓)
소지하고 있는 휴대전화의 카메라 기능으로, 길에사 발생한 기묘한 현상을 촬영해서, 그것을 힌트로 새로운 비밀(히트 액션)을 짜내는 기능. 화면에 표시되는 코맨드를 타이밍 좋게 입력해서 마지막으로 바른 선택지를 고르면 성공된다. 입력에 실패하거나 선택지를 틀리면 천계는 얻을 수 없지만, 잠시 후면 재도전할 수 있다. 원래는 《용과 같이 켄잔!》에 등장한 요소로, 내용을 현대풍으로 한 것이다.
가라오케(カラオケ)
플레이 스팟의 하나로, 자신이 노래를 부르거나 다른 사람의 노래에 추임새를 넣어서 노는 노래에 맞춰서 버튼을 입력하는 리듬 액션 게임이며, 하루카나 캬바걸들과 함께 가는 것도 가능하다. 노래는 오리지널 곡이며, 사람에 따라서 부를 수 있는 노래가 다르며, 주인공이 부를 수 있는 노래의 경우에는 직접 부르고, 부를 수 없는 노래의 경우에는 추임새를 넣을 수 있다. 선택한 노래를 부를 수 있는 사람이 동행하지 않았을 경우, 추임새만을 넣는 것이 가능. 어느 정도 입력에 성공하면, 노래의 후렴구에 들어가는 곳에서 프로모션 비디오를 방불케하는 영상이 배경에 흐르게 된다(추임새 뿐인 경우는 없음).

## 극중의 주요 용어
나팔꽃(アサガオ)
키류와 하루카가 오키나와에서 운영하는 고아원. 8명의 어린이들이 함께 지내고 있다. 눈 앞에는 광대한 해안이 펼쳐져있다.
류큑가(琉球街)
오키나와의 무대가 되는 번화가.
카리유시 아케이드(かりゆしアーケード)
류쿠가에 있는 상점가. ‘카리유시’(かりゆし)는 오키나와 방언이며 ‘경사스럽다’라는 뜻의 ‘めでたい’의 오키나와 방언이다.

## 노래
- 주제가: 야자와 에이키치 〈Loser〉(가루루 레코드)
- 삽입곡: 야자와 에이키치 〈시간이여 멈춰라〉(CBS 소니)
- 닫는 곡: 야자와 에이키치 〈마음이 넘친다면〉(도시바EMI)

## 실재 기업
- Acecook
- 가라오케관
- PRONTO
- 산토리
- 돈키호테
- 마쓰야 푸드

그 외

## 평가
| 통합 점수           | 통합 점수 |
| 통합사              | 점수      |
| ------------------- | --------- |
| 게임랭킹스          | 79.92%    |
| 메타크리틱          | 79 of 100 |
| 평론 점수           |           |
| 평론사              | 점수      |
| 1UP.com             | A-        |
| CVG                 | 9 / 10    |
| 유로게이머          | 8 / 10    |
| 패미츠              | 38/40     |
| G4                  | [ 13 ]    |
| 게임 레볼루션       | A-        |
| 게임프로            | [ 15 ]    |
| 게임즈마스터        | 90%       |
| 게임스팟            | 8 / 10    |
| 게임트레일러스      | 8 / 10    |
| IGN                 | 8.5 / 10  |
| OPM (UK)            | 9 / 10    |
| PALGN               | 8 / 10    |
| 플레이              | 80%       |
| PSM3                | 90%       |
| VideoGamer.com      | 9 / 10    |
| Dengeki PlayStation | 37.5 / 40 |
| The Daily Telegraph | 9 / 10    |
| Thunderbolt         | 9 / 10    |

| 수상   | 수상                                                                      |
| 평론사 | 수상                                                                      |
| ------ | ------------------------------------------------------------------------- |
|        | 2009 Japan Game Awards: Award for excellence (Games of the Year Division) |
|        | 2009 SCEJ PlayStation Awards: Gold Prize                                  |